# Формальдегідне забруднення атмосферного повітря
Формальдегідне забруднення — вміст у повітряному просторі отруйної органічної сполуки формальдегід ({\displaystyle {\ce {HCHO}}}) в концентраціях, які шкідливі або небезпечні для навколишнього середовища і здоров'я населення. 
Формальдегід ({\displaystyle {\ce {HCHO}}}) є найважливішим канцерогеном і основним токсичним забруднювачем у зовнішньому повітрі серед 187 небезпечних забруднювачів повітря. Джерела утворення формальдегіду в повітряному просторі мають дві основні групи: природні і техногенні. Кожен з цих двох груп розділені на підгрупи: первинні і вторинні джерела.